# Ferrilotharmeyerit
Ferrilotharmeyerit ist ein sehr selten vorkommendes Mineral aus der Mineralklasse der „Phosphate, Arsenate und Vanadate“. Er kristallisiert im monoklinen Kristallsystem mit der chemischen Zusammensetzung Ca(Fe3+,Zn)2(AsO4)2(OH,H2O) und ist damit chemisch gesehen ein wasserhaltiges Calcium-Eisen-Zink-Arsenat mit einem variablen Anteil an zusätzlichen Hydroxidionen.
Ferrilotharmeyerit entwickelt an seiner Typlokalität tafelige, keil- oder rautenförmige Kristalle bis 0,6 mm Größe, die zu subparallel verwachsenen Aggregaten von maximal 3 mm Durchmesser zusammentreten. Typisch sind Verwachsungen mit Beudantit; weitere Begleiter sind Chenevixit, Cuproadamin, „Silberamalgam“, Chudobait sowie Gaitit. Die Typlokalität des Minerals ist die Tsumeb Mine bei Tsumeb, Region Otjikoto, Namibia.

## Etymologie und Geschichte

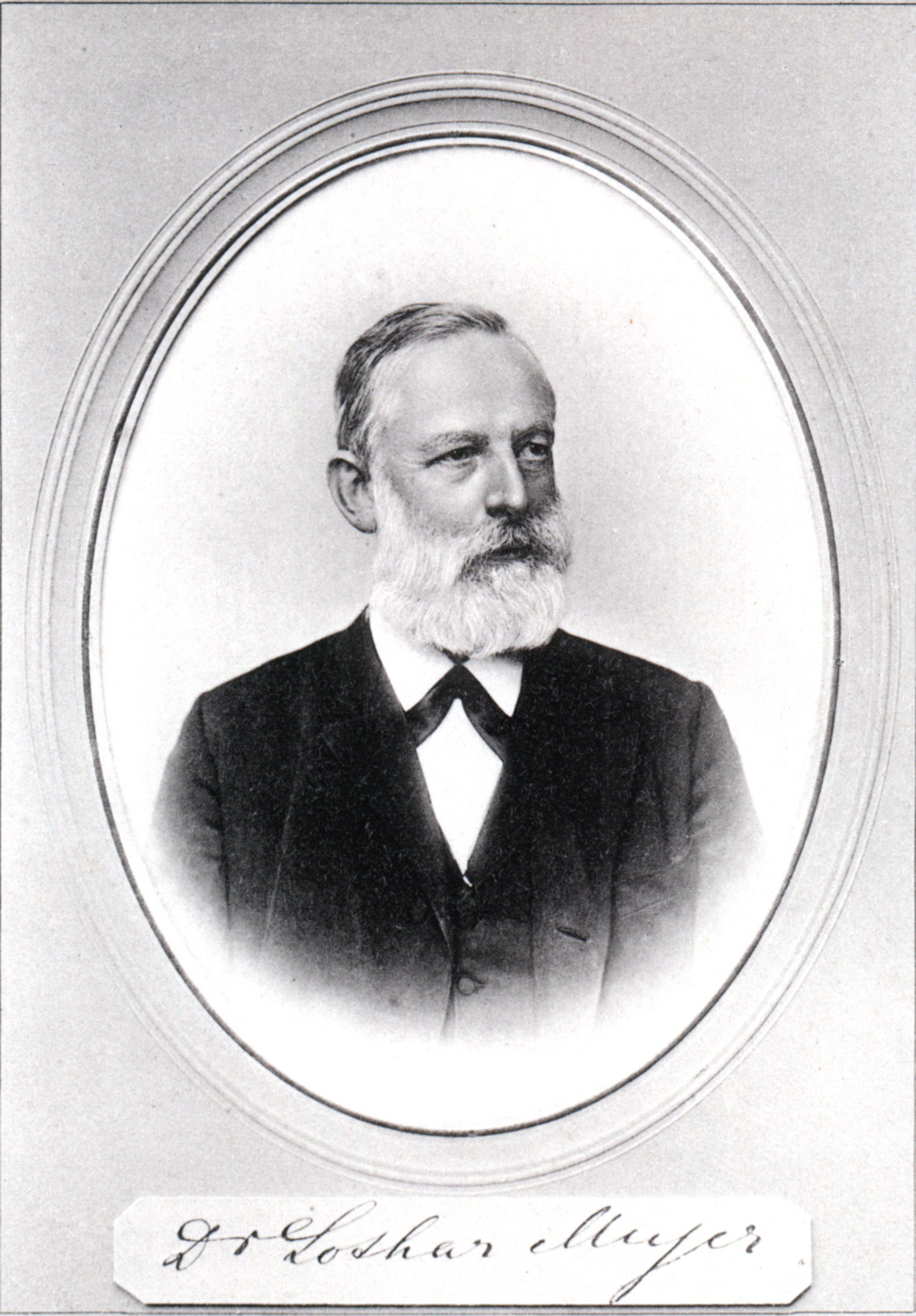
Julius Lothar von Meyer – Namenspatron für Lotharmeyerit und den verwandten Ferrilotharmeyerit

Auf einer 1983 von John Innes, Chefmineraloge der Tsumeb Corporation, auf der 32. Sohle im Abbau W40 der Tsumeb Mine in Tsumeb, Namibia, geborgenen Stufe, welche in die National Mineral Collection des Geological Survey of Canada gelangt war, wurde Mitte der 1980er Jahre eine Phase identifiziert, die keinem bekannten Mineral zuzuordnen war. Nachdem der größte Teil der umfangreichen, für eine Charakterisierung als neues Mineral notwendigen Untersuchungen bereits durchgeführt war, tauchte in der Sammlung des Museum of Victoria, Melbourne, Australien, eine zweite Stufe mit derselben Phase, ebenfalls aus der Lagerstätte Tsumeb, auf. Nachdem an diesem Material ergänzende Untersuchungen stattfanden, wurde das neue Mineral der International Mineralogical Association (IMA) vorgelegt, die es 1986 anerkannte. Im Jahre 1992 wurde das Mineral von einem internationalen Wissenschaftlerteam um den kanadischen Mineralogen Harold Gary Ansell sowie Andrew C. Roberts, Valerie E. Ansell, Pete J. Dunn, William D. Birch und Joël D. Grice im kanadischen Wissenschaftsmagazin „The Canadian Mineralogist“ als Ferrilotharmeyerit beschrieben. Die Autoren benannten das Mineral aufgrund seiner Verwandtschaft mit Lotharmeyerit und der Dominanz von dreiwertigem Eisen Fe3+ auf der Me(2)-Position.
Das ursprünglich zur Charakterisierung der Mineralspezies Ferrilotharmeyerit verwendete Material aus der „National Mineral Collection“ des Geological Survey of Canada in Ottawa (Katalognummer NMC 6457), an dem der Großteil der Analysen zur Anerkennung bei der IMA durchgeführt wurde, hat sich später als Lotharmeyerit erwiesen. Auch das von Werner Krause und Mitarbeitern zur Gewinnung neuer Daten verwendete Material aus der Tsumeb Mine stellt lediglich Lotharmeyerit dar. Damit sind alle dem Ferrilotharmeyerit zugeschriebenen kristalloptischen Daten tatsächlich an Lotharmeyeritkristallen ermittelt worden.
Das Typmaterial für Ferrilotharmeyerit (Holotyp) wird unter der Katalognummer 163579 in der Sammlung des zur Smithsonian Institution gehörenden National Museum of Natural History (NMNH) in Washington, D.C. (USA) aufbewahrt. Weiteres für die Charakterisierung als Mineral verwendetes Typmaterial befindet sich in der Sammlung des Museum of Victoria (heute Melbourne Museum in Melbourne (Australien), Katalognummer M3809) und im Geological Survey of Canada (GSC) in Ottawa (Kanada).

## Klassifikation
Die aktuelle Klassifikation der International Mineralogical Association (IMA) zählt den Ferrilotharmeyerit zur Tsumcoritgruppe mit der allgemeinen Formel Me(1)Me(2)2(XO4)2(OH,H2O)2, in der Me(1), Me(2) und X unterschiedliche Positionen in der Struktur der Minerale der Tsumcoritgruppe mit Me(1) = Pb2+, Ca2+, Na+, K+ und Bi3+; Me(2) = Fe3+, Mn3+, Cu2+, Zn2+, Co2+, Ni2+, Mg2+ und Al3+ und X = As5+, P5+, V5+ und S6+ repräsentieren. Zur Tsumcoritgruppe gehören neben Ferrilotharmeyerit noch Cabalzarit, Cobaltlotharmeyerit, Cobalttsumcorit, Gartrellit, Helmutwinklerit, Kaliochalcit, Krettnichit, Lotharmeyerit, Lukrahnit, Manganlotharmeyerit, Mawbyit, Mounanait, Natrochalcit, Nickellotharmeyerit, Nickelschneebergit, Nickeltsumcorit, Phosphogartrellit, Rappoldit, Schneebergit, Thometzekit, Tsumcorit, Yancowinnait und Zinkgartrellit. Ferrilotharmeyerit bildet zusammen mit Cabalzarit (Me(2) = Mg), Cobaltlotharmeyerit (Co), Lotharmeyerit (Zn), Manganlotharmeyerit (Mn3+) und Nickellotharmeyerit (Ni) die nach Lotharmeyerit benannte „Lotharmeyerit-Untergruppe“.
Da der Ferrilotharmeyerit erst 1986 als eigenständiges Mineral anerkannt wurde, ist er in der seit 1977 veralteten 8. Auflage der Mineralsystematik nach Strunz noch nicht verzeichnet.
Im zuletzt 2018 überarbeiteten und aktualisierten Lapis-Mineralienverzeichnis nach Stefan Weiß, das sich im Aufbau noch nach dieser alten Form der Systematik von Karl Hugo Strunz richtet, erhielt das Mineral die System- und Mineral-Nr. VII/C.31-025. In der „Lapis-Systematik“ entspricht dies der Klasse der „Phosphate, Arsenate und Vanadate“ und dort der Abteilung „Wasserhaltige Phosphate, ohne fremde Anionen“, wo Ferrilotharmeyerit zusammen mit Cabalzarit, Cobaltlotharmeyerit, Cobalttsumcorit, Gartrellit, Helmutwinklerit, Krettnichit, Lotharmeyerit, Lukrahnit, Manganlotharmeyerit, Mawbyit, Mounanait, Nickellotharmeyerit, Nickelschneebergit, Nickeltsumcorit, Phosphogartrellit, Rappoldit, Schneebergit, Thometzekit, Tsumcorit, Yancowinnait und Zinkgartrellit die „Tsumcorit-Gartrellit-Gruppe“ mit der Systemnummer VII/C.31 bildet.
Die von der IMA zuletzt 2009 aktualisierte 9. Auflage der Strunz’schen Mineralsystematik ordnet den Ferrilotharmeyerit ebenfalls in die Abteilung der „Phosphate usw. ohne zusätzliche Anionen; mit H2O“ ein. Diese ist allerdings weiter unterteilt nach der relativen Größe der beteiligten Kationen und dem Stoffmengenverhältnis von Phosphat-, Arsenat- bzw. Vanadat-Komplex zum Kristallwassergehalt, so dass das Mineral entsprechend seiner Zusammensetzung in der Unterabteilung „Mit großen und mittelgroßen Kationen; RO4 : H2O = 1 : 1“ zu finden ist, wo es zusammen mit Cabalzarit, Cobaltlotharmeyerit, Cobalttsumcorit, Krettnichit, Lotharmeyerit, Manganlotharmeyerit, Mawbyit, Mounanait, Nickellotharmeyerit, Nickelschneebergit, Schneebergit, Thometzekit und Tsumcorit die „Tsumcoritgruppe“ mit der Systemnummer 8.CG.15 bildet.
Auch die vorwiegend im englischen Sprachraum gebräuchliche Systematik der Minerale nach Dana ordnet den Ferrilotharmeyerit in die Klasse der „Phosphate, Arsenate und Vanadate“ und dort in die Abteilung der „Phosphatminerale“ ein. Hier ist er zusammen mit Cobaltlotharmeyerit, Lotharmeyerit und Nickellotharmeyerit in der „Lotharmeyerit-Reihe“ mit der Systemnummer 37.01.06 innerhalb der Unterabteilung der „Wasserfreien sauren Phosphate etc., mit verschiedenen Formeln“ zu finden.

## Chemismus
Mikrosondenanalysen an Ferrilotharmeyerit aus der Tsumeb Mine ergaben Mittelwerte von 10,86 % CaO; 5,75 % CuO; 13,94 % ZnO; 2,13 % PbO; 13,96 % Fe2O3; 0,13 % Al2O3; 48,66 % As2O3 und 5,85 % H2O, woraus sich die empirische Formel (Ca0,92Pb0,05)Σ=0,97(Fe0,87Zn0,81Cu0,34Al0,01)Σ=2,03(AsO4)2(OH,H2O)2 errechnete, die sich zu Ca(Fe3+,Zn,Cu)2(AsO4)2(OH,H2O)2 idealisieren lässt.
Weitere fünf Mikrosondenanalysen an Ferrilotharmeyerit vom Pucherschacht in Schneeberg ergaben Mittelwerte von 10,43 % CaO; 4,60 % Bi2O3; 11,13 % NiO; 4,27 % CoO; 0,09 % CuO; 1,88 % ZnO; 0,27 % PbO; 15,18 % Fe2O3; 0,10 % Al2O3; 48,66 % As2O3; 0,28 % P2O5; 0,09 % V2O5; < 0,05 % SO3 und 5,26 % H2O. Auf der Basis von zehn Sauerstoffatomen errechnete sich aus ihnen die empirische Formel (Ca0,91Bi0,10)Σ=1,01(Fe3+0,93Ni0,73Co0,28Zn0,11Al0,01)Σ=2,06[(PO4)0,02(AsO4)1,94]Σ=1,96[(OH)1,30(H2O)0,86]Σ=2,16, welche sich zu Ca(Fe3+,Ni,Co,Zn)2(AsO4)2(OH,H2O)2 idealisieren lässt.
Ferrilotharmeyerit stellt das Fe3+-dominante Analogon zum Zn-dominierten Lotharmeyerit dar, mit dem er eine möglicherweise vollständige Mischkristallreihe bildet. Er ist ferner auch das entsprechende Analogon zum Mg-dominierten Cabalzarit, zum Mn3+-dominiertem Manganlotharmeyerit, zum Co-dominierten Cobaltlotharmeyerit und zum Ni-dominierten Nickellotharmeyerit, wobei mit Cobaltlotharmeyerit und Nickellotharmeyerit offensichtlich ebenfalls Mischkristallreihen möglich sind.

## Kristallstruktur
Ferrilotharmeyerit kristallisiert im monoklinen Kristallsystem in der Raumgruppe C2/m (Raumgruppen-Nr. 12) mit den Gitterparametern a = 8,991 Å; b = 6,218 Å; c = 7,398 Å und β = 115,33° sowie zwei Formeleinheiten pro Elementarzelle.
Die Kristallstruktur des Ferrilotharmeyerits wird aus nach [001] gestreckten, Rutil-artigen Ketten von Fe3+O6-Oktaedern (Symmetrie 1) gebildet, die durch AsO4-Tetraeder (Symmetrie 2/m) sowie Wasserstoffbrückenbindungen verbunden sind und [M2(XO4)2(OH,H2O)2]-Schichten parallel (001) bilden. Diese Schichten sind durch die größeren Me(1)-Kationen (Ca2+, Symmetrie 2/m) sowie weitere Wasserstoffbrückenbindungen miteinander verknüpft.
Ferrilotharmeyerit ist isotyp (isostrukturell) zu den monoklinen Vertretern der Tsumcoritgruppe wie Tsumcorit und Natrochalcit und den anderen, oben genannten Vertretern der Lotharmeyerit-Untergruppe.

## Eigenschaften

### Morphologie
Ferrilotharmeyerit entwickelt an seiner Typlokalität subparallel verwachsene Aggregate von maximal 3 mm Durchmesser, die aus tafeligen, keil- oder rautenförmigen Kristallen bis 0,6 mm Größe bestehen. Ferrilotharmeyerit aus Bou Azzer bildet winzige Leisten und Nädelchen sowie erdige, feinkristalline Krusten. Ferrilotharmeyerit aus der „Grube Clara“ im Schwarzwald wurde in Form von unscheinbaren dünnen Kristallkrusten angetroffen, während Ferrilotharmeyerit aus Lavrion winzige, schuppige Kriställchen ausbildet. Von Ferrilotharmeyerit sind Pseudomorphosen nach Tennantitkristallen beschrieben worden.

### Physikalische und chemische Eigenschaften
Die Kristalle des Ferrilotharmeyerits sind gelb bis bräunlichgelb oder rotbraun bis braun, ihre Strichfarbe ist dagegen blassgelb. Die Oberflächen der durchscheinenden Kristalle weisen einen fettartigen Glanz auf.
Ferrilotharmeyerit besitzt eine gute Spaltbarkeit parallel {001}, bricht aber aufgrund seiner Sprödigkeit ähnlich wie Amblygonit, wobei die Bruchflächen uneben ausgebildet sind. Mit einer Mohshärte von ≈ 3 gehört das Mineral zu den mittelharten Mineralen und lässt sich wie das Referenzmineral Calcit mit einer Kupfermünze ritzen. Die gemessene Dichte für Ferrilotharmeyerit beträgt 4,25 g/cm³, die berechnete Dichte 4,25–4,32 g/cm³. Das Mineral zeigt weder im lang- noch im kurzwelligen UV-Licht eine Fluoreszenz.
Angaben zum chemischen Verhalten, insbesondere gegenüber Säuren, fehlen.

## Bildung und Fundorte

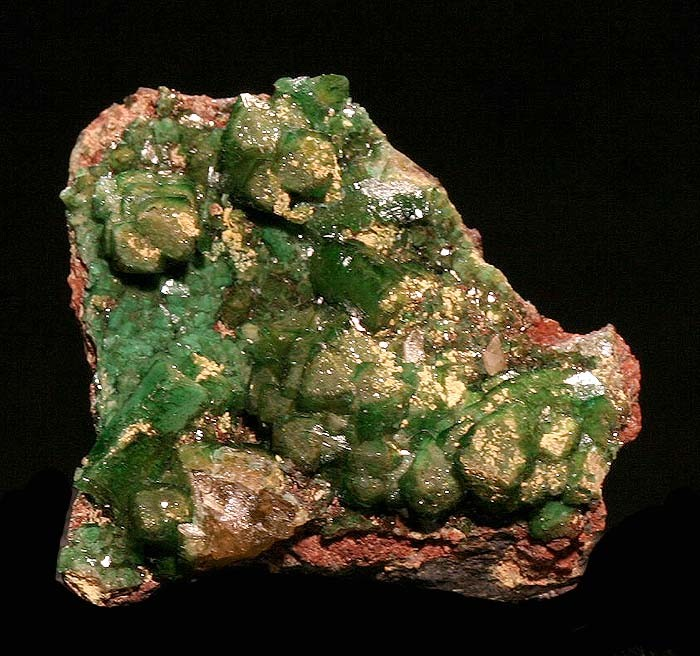
Grüne Cuproadaminkristalle mit Ferrilotharmeyerit-Einschlüssen neben hellgelbem Beaverit-(Cu) aus der Tsumeb Mine, Namibia (Stufengröße: 3,4 cm × 2,9 cm × 1,3 cm)

Ferrilotharmeyerit ist ein typisches Sekundärmineral, welches sich in der Oxidationszone von arsenreichen polymetallischen Buntmetall-Lagerstätten bildet.
An der Typlokalität „Tsumeb Mine“ fand sich das Mineral auf einer Stufe aus massivem Tennantit und Calcit. Auf dieser Stufe befindet sich eine 7 × 7 cm große Kruste aus dunkelbraunen, tafeligen Beudantitkristallen bis zu 1 mm Größe, auf der winzige, zum Teil mit dem Beudantit verwachsene Ferrilotharmeyerit-Kristalle sitzen. Im Jahre 1993 auf der 44. Sohle in Tsumeb gefundene Stufen zeigen tafelige braune Ferrilotharmeyerit-Kristalle bis 1 mm Größe, die auf einer kristallinen Kruste aus apfelgrünem Chenevixit sitzen und von Kristallen eines Silberamalgams begleitet werden. Ferner werden alle auf der 43. Sohle in Tsumeb gefundenen Cuproadamin-Kristalle von Ferrilotharmeyerit begleitet – entweder in Form einer mikrokristallinen gelben Kruste unter dem Cuproadamin, als gelbe Einschlüsse in Cuproadaminkristallen oder als deutliche, braune Kristalle zusammen mit Cuproadamin. Die ursprüngliche Typstufe des Ferrilotharmeyerits, welche von John Innes im Abbau W40 auf der 32. Sohle in Tsumeb gefunden wurde, hat sich als Lotharmeyerit erwiesen
Parageneseminerale in der „Tsumeb Mine“ sind Beudantit, Chenevixit, Cuproadamin, „Silberamalgam“ und Chudobait sowie Gaitit. In der „Grube Clara“ kommt das Mineral zusammen mit Baryt, Quarz und zinkhaltigem Olivenit vor, während Ferrilotharmeyerit in Bou Azzer zusammen mit Talmessit, Löllingit, Chalkopyrit, Konichalcit, Cobaltaustinit und Sphärocobaltit angetroffen wurde. In Lavrion wird Ferrilotharmeyerit von Nickellotharmeyerit begleitet.
Als sehr seltene Mineralbildung konnte Ferrilotharmeyerit bisher (Stand 2018) erst von sieben Fundstellen beschrieben werden. Als Typlokalität gilt die „Tsumeb Mine“ bei Tsumeb, Region Otjikoto, Namibia. Das Mineral wurde hier auf verschiedenen tieferen Sohlen in der zweiten Oxidationszone, darunter auch auf der so genannten „dritten Oxidationszone“, gefunden.
Der weltweit zweite Fundort war Schneeberg im Erzgebirge, Sachsen, Deutschland. Ferrilotharmeyerit konnte hier im Haldenmaterial des „Pucherschacht“ im Grubenfeld „Wolfgang Maaßen“ sowie im Grubenfeld „Am Roten Berg“ geborgen werden.
In Deutschland ist Ferrilotharmeyerit nur aus der Grube Clara im Rankach-Tal bei Oberwolfach, Schwarzwald, Baden-Württemberg, bekannt.
Als weiterer Fundort gilt das Bergbaurevier von Bou Azzer bei Taznakht (Tazenakht), Provinz Ouarzazate in der Region Drâa-Tafilalet im Süden Marokkos. Hier fand sich cobaltreicher Ferrilotharmeyerit zuerst auf dem „Gang No. 52“ in Aït Ahmane in winzigen rotbraunen Leisten zusammen mit Talmessit im brekziierten Löllingit. Ein weiterer Fund stammt aus dem Tagebau Aghbar. Braune Nädelchen aus ebenfalls cobaltreichem Ferrilotharmeyerit fanden sich hier in Hohlräumen im zersetzten Chalkopyrit, wo sie von dunkelgrünem Konichalcit und Kobaltaustinit überkrustet und von Sphärocobaltit-Rhomboedern begleitet werden.
Schließlich ist Ferrilotharmeyerit auch im Bergwerk „Km 3“ westlich Lavrion bei Agios Konstantinos (Kamariza) unweit Plaka, Bergbaudistrikt Lavrion, Region Attika, Griechenland zusammen mit und neben Nickellotharmeyerit gefunden worden.
Vorkommen von Ferrilotharmeyerit in Österreich oder in der Schweiz sind damit nicht bekannt.

## Verwendung
Aufgrund seiner Seltenheit ist Ferrilotharmeyerit nur für den Mineralsammler von Interesse.